# Savëlki
Il quartiere Savëlki (in russo Район Савёлки?) è un quartiere di Mosca sito nel Distretto di Zelenograd.
Viene costituito il 12 settembre 1991; dal 4 dicembre 2002 al 1º gennaio 2010 è stato unito al quartiere di Matuškino in un unico quartiere chiamato Matuškino-Savëlki.